# Zongjing lu
Zongjing lu (chiń. 宗鏡錄 pinyin Zōngjìng lù; kor. 종경록 Chonggyŏngnon; jap. 宗鏡録 Shūgyōroku) – jedno z głównych dzieł mistrza chan Yongminga Yanshou (904–975), ukończone w 961 roku i będące ważnym źródłem do poznania historii wczesnego chanu. Praca ta była poświęcona zachowaniu starszej definicji chan z okresu dynastii Tang, jako całkowicie zgodnej z buddyjskimi świętymi tekstami i doktrynalnymi naukami chińskich szkół buddyjskich.